# The Fox Chase
The Fox Chase è un film del 1928 diretto da Walt Disney. È un cortometraggio animato, il 22° con protagonista Oswald il coniglio fortunato. Fu distribuito dalla Universal Pictures il 25 giugno 1928.

## Trama
Oswald e i suoi amici cavalcano attraverso la foresta per una gara di caccia alla volpe, aiutati dai cani. Ma la volpe è intelligente, e indossando una pelliccia riesce a ingannare Oswald e i cani facendo loro credere di essere una puzzola.

## Edizioni home video

### DVD
Il cortometraggio è incluso nel DVD Walt Disney Treasures: Le avventure di Oswald il coniglio fortunato. Per l'occasione al film è stata assegnata una nuova colonna sonora scritta da Robert Israel. Inoltre è possibile guardare il cortometraggio con il commento audio di Jerry Beck.